# Nixtamalisatie

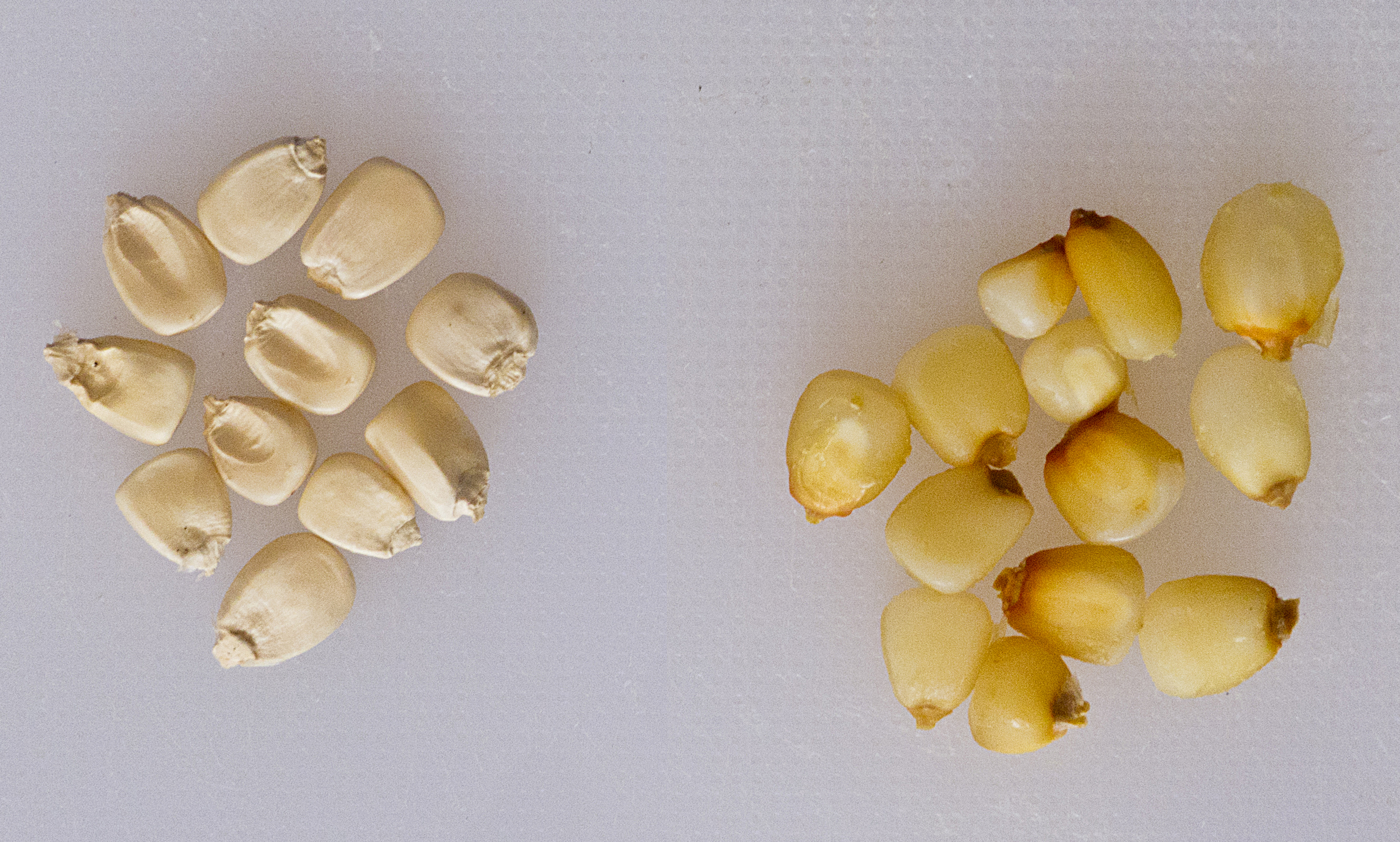
Maïs voor (links) en na nixtamalisatie

Nixtamalisatie is een proces voor de bereiding van maïs of ander graan, waarbij de maïs wordt geweekt en gekookt in een alkalische oplossing, meestal kalkwater, gewassen en vervolgens gepeld. Van traditionele maïsbereiding in Zuid-Amerika en Midden-Amerika is bekend dat hiermee tot 97-100% van de aflatoxines verwijderd kan worden uit met mycotoxine verontreinigde maïs.